# Grothendiecks Tohoku-Paper
Grothendiecks Tohoku-Paper (oder einfach nur Tohoku-Paper), betitelt Sur quelques points d'algèbre homologique (deutsch Über einige Punkte der algebraischen Homologie) und benannt nach der Veröffentlichung im Tohoku Mathematical Journal der japanischen Universität Tōhoku im Jahr 1957, ist eine weitreichende Arbeit von Alexander Grothendieck. Darin wurde das mathematische Teilgebiet der Homologischen Algebra insofern revolutioniert, als dass nicht mehr zwischen Moduln über Ringen und Garben abelscher Gruppen über topologischen Räumen unterschieden werden muss. Im Verweis auf das Tohoku-Paper werden die von ihm darin ebenfalls formulierten Eigenschaften bestimmter Kategorien wie etwa abelschen Kategorien auch jeweils als AB-Eigenschaften und AB-Kategorien bezeichnet.
In dieser Arbeit wurde die Grothendieck-Spektralsequenz eingeführt.